# Dhital
Dhital (en népalais : धिताल गाविस) est un comité de développement villageois du Népal situé dans le district de Kaski. Au recensement de 2011, il comptait 2 781 habitants.